# Набрђе (Пећ)
Набрђе (алб. Nabërgjan) је насељено место у општини Пећ, на Косову и Метохији. Према попису становништва из 2011. у насељу је живело 1.833 становника.

## Историја
Село у Хвосну (Метохији), удаљено 18 км од Пећи. У селу је постојало старо црквиште у старом српском гробљу, где су поред накривљених старих надгробних камених крстача и плоча расла два столетна табуисана храста, чије су огромне и разгранате крошње суседи Албанци немилосрдно секли. Храстови су тадашњу „операцију“ преболели и делом обновили круне. Албанци су лета 1999. године српске куће опљачкали и порушили и све Србе протерали. То им није бидо довољно него су и српско гробље решили да уклоне. Старе и новије надгробне споменике су повалили иди поразбијали, а затим тракторима, лета 2000, дотерали земљу и засуди гробље готово пола метра дебедим слојем земље, све поравнали, засејали траву и претвориди у ливаду. Тако се сада и не зна да је ту било српско гробље. О судбини столетних храстова нема скоријих сазнања, највероватније су и њих уклонили.

## Становништво
Према попису из 2011. године, Набрђе има следећи етнички састав становништва:
| Националност | 2011.          |
| Албанци      | 1.776 (96,89%) |
| Египћани     | 29 (1,52%)     |
| неизјашњени  | 28 (1,59%)     |
| Укупно       | 1.833          |

| Демографија | Демографија | Демографија |
| Година      | Становника  | Становника  |
| ----------- | ----------- | ----------- |
| 1948.       | 742         |             |
| 1953.       | 798         |             |
| 1961.       | 993         |             |
| 1971.       | 1.390       |             |
| 1981.       | 1.805       |             |
| 1991.       | 1.898       |             |
| 2011.       | 1.833       |             |